# قطعنامه ۷۷۳ شورای امنیت
قطعنامه ۷۷۳ شورای امنیت سازمان ملل متحد که در تاریخ ۲۶ اوت ۱۹۹۲ تصویب شد، سندی بین‌المللی دربارهٔ عراق-کویت است. این قطعنامه طی نشست ۳۱۰۸ام با ۱۴ رای موافق، ۰ مخالف و ۱ ممتنع تصویب شد.